# Sundalema anguina
Espèce
Synonymes
- Telema anguina Wang & Li, 2010

Sundalema anguina est une espèce d'araignées aranéomorphes de la famille des Telemidae.

## Distribution
Cette espèce est endémique de la province de Krabi en Thaïlande,. Elle se rencontre dans la grotte Tham Phra Nang Nai ou Diamond Cave.

## Description
Le mâle holotype mesure 1,10 mm et la femelle paratype 1,05 mm.

## Systématique et taxinomie
Cette espèce a été décrite sous le protonyme Telema anguina par Wang et Li en 2010. Elle est placée dans le genre Sundalema par Zhao, Li et Zhang en 2020.

## Publication originale
- Wang & Li, 2010 : Four new species of the spider genus Telema (Araneae, Telemidae) from southeast Asia. Zootaxa, no 2719, p. 1-20.